# Helena Wiśniewska
Helena Wiśniewska (* 18. April 1999 in Bydgoszcz) ist eine polnische Kanutin.

## Erfolge
Helena Wiśniewska erzielte ihren ersten internationalen Erfolg bei den Weltmeisterschaften 2018 in Montemor-o-Velho im Vierer-Kajak auf der 500-Meter-Strecke mit dem dritten Platz. Auch 2019 in Szeged sicherte sie sich in dieser Disziplin die Bronzemedaille. Im selben Jahr vertrat sie Polen bei den Europaspielen in Minsk und gewann mit Karolina Naja, Katarzyna Kołodziejczyk und Anna Puławska im Vierer-Kajak auf der 500-Meter-Distanz eine weitere Bronzemedaille.
Bei den 2021 ausgetragenen Olympischen Spielen 2020 in Tokio ging Wiśniewska in zwei Wettbewerben an den Start. Im Einer-Kajak belegte sie über 200 Meter im Vorlauf den vierten Platz und schied nach einem dritten Rang im Viertelfinale aus. Den Wettkampf im Vierer-Kajak auf der 500-Meter-Strecke bestritt sie mit Karolina Naja, Justyna Iskrzycka und Anna Puławska und erreichte mit ihnen nach zwei ersten Plätzen in den Vorläufen den Endlauf. Mit einer Rennzeit von 1:36,445 Minuten belegten sie im Finale hinter der neuseeländischen Mannschaft und den belarussischen Kanutinnen den dritten Platz und gewannen somit die Bronzemedaille. Bei den Weltmeisterschaften 2023 in Duisburg sicherte sie sich im Zweier-Kajak mit Martyna Klatt über 200 Meter die Gold- und über 500 Meter die Silbermedaille.
Für ihren Medaillengewinn bei den Olympischen Spielen erhielt Wiśniewska am 31. August 2021 das Ritterkreuz des Orden Polonia Restituta.